# 공덕부
공덕부(功德部)는 백제의 관서이다.

## 개요
백제의 22부 중에서도 궁중 사무일을 맡는 내관 12부 중 하나이며, 불교관계의 제반 업무를 맡았다.